# Franz Bartsch (Bibliophiler)
Franz Bartsch (geboren 18. Dezember 1836 in Zara im Königreich Dalmatien; gestorben 26. November 1910 in Wien) war ein österreichischer Finanzbeamter, Hobby-Botaniker und stellte als Sammler insbesondere von Buntpapiersorten unter anderem aus Asien eine der größten Papiersammlungen Europas zusammen.

## Leben
Die Eltern waren Franz Bartsch und Gabriele, geb. Mras. Er hatte drei jüngere Geschwister, den Bruder Albert (dieser erhielt als k. u. k. Oberst 1895 den systematischen Adel mit dem Titel Edler per Diplom verliehen) und die Schwestern Thekla und Emilie. Der Vater wirkte zur Zeit seiner Geburt als k. k. Baudirektor für Dalmatien in Zara. Nach einem juridisch-politischen Studium nahm Bartsch 1857 zunächst eine Stelle als Konzeptspraktikant bei der Finanzbezirksdirektion in Salzburg an. 1858 wurde er zur Finanzlandesdirektion Niederösterreichs überstellt und 1863 erst zum provisorischen und 1866 dann zum definitiven Finanzkonzipisten ernannt. Bartsch war bereits seit 1872 verwitwet, als Ida Bartsch, geb. Alschinger nach langer Krankheit starb. Die Ehe blieb kinderlos.
Seine berufliche Laufbahn führte Bartsch 1871 als Finanzbezirkskommissär an das Zentraltaxamt in Wien, wo er 1873 zum Finanzkommissär und 1877 zum Finanzoberkommissär aufstieg. 1899 ging er mit dem Titel als Oberfinanz- und Hofrat in den Ruhestand.
Privat hatte sich Bartsch bereits ab den 1850er Jahren mit Botanik beschäftigt, insbesondere mit Blatt- und Lebermoosen. 1859 wurde er Mitglied der Zoologisch-Botanischen Gesellschaft in Wien, deren Bibliothek er 1877 gemeinsam mit dem Zoologen Emil von Marenzeller neu ordnete und die er dann bis 1896 betreute.
1910 vermachte Bartsch der zoologisch-botanischen Gesellschaft das Herbarium seines 1908 gestorbenen Schwagers, dem zuvor an der Technischen Hochschule Brünn lehrenden Professor Alexander Makowsky.

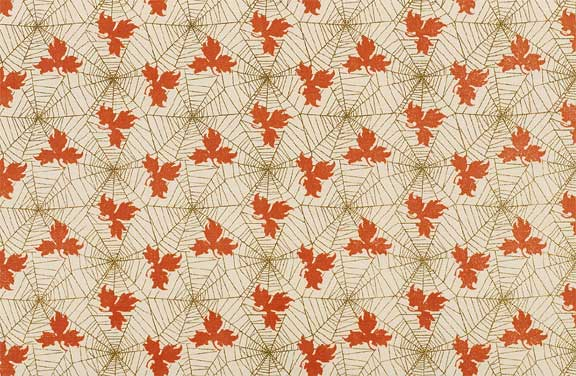
Lithographisches Buntpapier, 1901 entworfen von Erich Kleinhempel;
geprägtes Naturpapier als Vorsatzpapier; Druck: E. Theodor Kretschmar, Dresden; Deutsches Buch- und Schriftmuseum

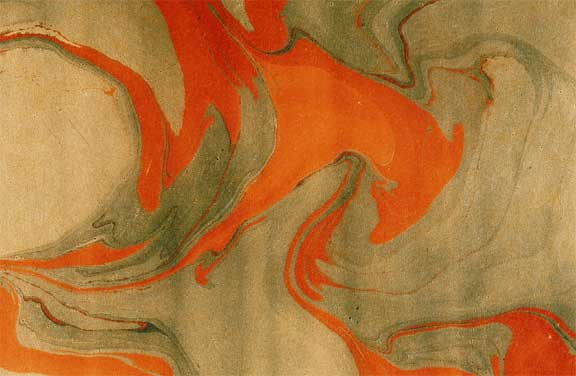
Ernst Leistikow, 1899, Marmoriertes Papier Fantasiemarmor, Sammlung Franz Bartsch, Papierhistorische Sammlung Deutsches Buch- und Schriftmuseum

Daneben trug Bartsch eine Sammlung verschiedener Papiersorten zusammen, darunter solche aus Japan und China; seine Sammlung wuchs auf mehr als 1000 Einzelproben an und wurde zu einer der größten in Europa. Einen wesentlichen Grundstock seiner Sammlung japanischer Papiere (Washi) erwarb er anlässlich der Präsentation des Japanischen Kaiserreichs während der Weltausstellung 1873 in Wien. In den folgenden Jahrzehnten ergänzte er diesen Sammlungsteil hauptsächlich durch Erwerbungen bei Firmen, die sich auf den Import japanischer Papiere spezialisiert hatten, wie Leopold Neuda in Wien (»Ausschliessliches Central-Depot für Oesterreich-Ungarn der Kaiserlich Japanischen Papier-Fabrik zu Oji, Tokio«), Wilhelm Tennert in Berlin und H. Saenger in Hamburg oder die Abteilung Japanische Papiere der Kunst- und Verlagshandlung R. Wagner in Berlin. Dünne, farbig bedruckte und teilweise gekreppte Papiere (Chiyogami) erwarb er bei der Wiener Teehandlung Carl Trau.
Die gegenwärtig für die Sammlung zuständige Kuratorin beschreibt den von Bartsch betriebenen Sammlungsaufbau so: »Seine Vorgehensweise als Sammler ist planvoll und strukturiert: Er wendet sich unmittelbar an die Künstler oder schreibt gezielt Verlage und Werkstätten an, um Muster zu erwerben. Auf den Blättern dokumentiert Franz Bartsch diese Provenienzen äußerst genau. Er vermerkt handschriftlich Angaben zur Herkunft, das Eingangsjahr, bisweilen auch Preisangaben und kennzeichnet die Papiere mit seinem Eigentums- beziehungsweise Sammlungsstempel. Begleitet werden diese Angaben durch einen umfangreichen Zettelkatalog mit Querverweisen zu Gestaltern, Werkstätten und Verlagen – Beispiel einer sorgfältigen und umfassenden Sammlungsdokumentation par excellence.« Auf diese Weise gelangte z. B. ein kompletter Satz sogenannter Rizzi-Papiere in seine Sammlung.
Buntpapiere seiner Zeitgenossen stammten von Buchbindern wie Hugo Ochmann in Leipzig oder Anker Kyster in Kopenhagen, von Künstlerinnen wie Lilli Behrens, Helene Dolmetsch, Maria Rassow oder Erica von Scheel und Künstlern wie Bernhard Pankok, Kolo Moser, Josef Hoffmann, Otto Eckmann oder Leopold Stolba.
In dem Fachmagazin für die Papier- und Zellstoffindustrie Wochenblatt Papierfabrikation publizierte Bartsch verschiedene Beiträge unter anderem zur Geschichte der Papierfabrikation und des Papierhandels, in der englischsprachigen, in London erschienenen Kunstzeitschrift Journal of the Royal Society of Arts auch zu Wasserzeichen. Der französischen Vereinigung  »Le Vieux Papier« schloss er sich bald nach ihrer Gründung im Jahr 1900 an. Im Mitgliederverzeichnis zum 31. Dezember 1906 sind als seine Interessengebiete verzeichnet: »Documents sur la fabrication du papier brut et confectionné. – Papiers anciens et modernes de tout pays.«
Bartsch vermachte seine Papiersammlung zuzüglich Literatur zur Papierfabrikation dem Deutschen Buchgewerbeverein; die „Sammlung Bartsch“ mit Künstlerbuntpapieren aus der Zeitraum von 1890 bis 1910, lithografischen Vorsatzpapieren sowie japanischen und chinesischen Papieren und Buntpapieren sind heute – ebenso wie die von Ernst Seegers – Teil der Papierhistorischen Sammlungen im Deutschen Buch- und Schriftmuseum. Durch glückliche Umstände hatten diese Bestände den schweren Luftangriff in der Nacht zum 4. Dezember 1943 unbeschadet überstanden. Die von Bartsch überlassene Fachliteratur hingegen ist mit der übrigen Museumsbibliothek verbrannt. Seine Wasserzeichensammlung wurde erschlossen und in die von Karl Theodor Weiß begründete Sammlung des Museums eingearbeitet.
Das Interesse an Franz Bartsch und seinen Sammlungen nahm im ausgehenden 20. Jahrhundert spürbar zu. Ein wesentlicher Impuls kam von Hans Schmoller, der den Verbleib der von dem Diplomaten Harry Parkes im Auftrag der britischen Regierung zusammengestellten Sammlung japanischer Papiere erforschte. Schmollers Hinweis auf die Leipziger Sammlung bewirkte ein großes Ausstellungsprojekt in Japan. Auf Initiative des Papierhistorikers Kume Yasuo und der Papierkünstlerin Ibe Kyoko zeigte die Japan Paper Academy 1998/99 an vier Orten (Imadate, Mino Washi Museum Mino, Tabak- und Salzmuseum Tokio und Ino-cho Paper Museum) über 400 Exponate aus der Sammlung Bartsch unter dem Titel »Washi in the 19th Century – Homecoming of a Collection from Leipzig« und erstellte einen umfangreichen Katalog. Dadurch wurden wichtige Detailuntersuchungen initiiert.

## Schriften
- Ausstellung der Kunstgewerbeschulen in Wien (= Ausstellung im K.K. Österreichischen Museum für Kunst und Industrie, Wien 1901), in: Wochenblatt Papierfabrikation, Bd. 32 (1901), Nr. 25, S. 1660
- Buntpapierfabrikation (Anregung für Neumuster), in: Wochenblatt Papierfabrikation, Bd. 33, 1902, Nr. 35, S. 2271
- Geschichte der Papierfabrikation. Hadernausfuhrverbot, Herzog von Toscana, 1628. F. Bartsch (= Lumpenausfuhrverbot von 1628),  in: Wochenblatt Papierfabrikation, Bd. 35, 1904, Nr. 28, S. 2082
- Papierhandel in alter Zeit, in: Wochenblatt Papierfabrikation, Bd. 39, 1908, Nr. 19, S. 1493
- Books on water-marks. Not included in list published in the „Journal“, Jan. 29th, 1909 / [zsgest. von] Franz Bartsch, in: Journal of the Royal Society of Arts, Bd. 57 (1909), Nr. 2948, S. 561–562
- Robert Alexander Peddie, Franz Bartsch: Books on watermarks, in: Journal of the Royal Society of arts, Jhrg. 1909
  - Nr. 2932, S. 205–207
  - Nr. 2948, S. 561–562